# Boogie Wonderland
Boogie Wonderland is een discohitsingle uit 1979 van Earth, Wind & Fire en The Emotions afkomstig van het album I Am. Het nummer wordt beschouwd als een klassieker in het discogenre. De demo-versie is opgenomen in maart 1978.
De terugkerende tekst uit het refrein geeft de gedachte achter het nummer weer: "I find romance when I start to dance in Boogie Wonderland". Het werkelijke leven van de hoofdpersoon loopt niet lekker, maar als-ie Boogie Wonderland binnenstapt verandert dat.
In 1980 kreeg Boogie Wonderland een Grammy Award in de categorie "Best R&B Instrumental Performance".

## Covers en gebruik in de media
- In 2006 zong Brittany Murphy het nummer opnieuw in voor de animatiefilm Happy Feet.

- In 2016 verscheen de Spaanstalige salsaversie van de Cubop City Big Band op hun tribute-album Star - EWF Latino.

- In 2020 werd de melodie gebruikt voor een reclamespot van supermarktketen Lidl.

## Hitnotering
| "Boogie Wonderland" in de Nederlandse Top 40 - binnen 19-05-1979 | "Boogie Wonderland" in de Nederlandse Top 40 - binnen 19-05-1979 | "Boogie Wonderland" in de Nederlandse Top 40 - binnen 19-05-1979 | "Boogie Wonderland" in de Nederlandse Top 40 - binnen 19-05-1979 | "Boogie Wonderland" in de Nederlandse Top 40 - binnen 19-05-1979 | "Boogie Wonderland" in de Nederlandse Top 40 - binnen 19-05-1979 | "Boogie Wonderland" in de Nederlandse Top 40 - binnen 19-05-1979 | "Boogie Wonderland" in de Nederlandse Top 40 - binnen 19-05-1979 | "Boogie Wonderland" in de Nederlandse Top 40 - binnen 19-05-1979 | "Boogie Wonderland" in de Nederlandse Top 40 - binnen 19-05-1979 | "Boogie Wonderland" in de Nederlandse Top 40 - binnen 19-05-1979 | "Boogie Wonderland" in de Nederlandse Top 40 - binnen 19-05-1979 | "Boogie Wonderland" in de Nederlandse Top 40 - binnen 19-05-1979 | "Boogie Wonderland" in de Nederlandse Top 40 - binnen 19-05-1979 |
| Week                                                             | 1                                                                | 2                                                                | 3                                                                | 4                                                                | 5                                                                | 6                                                                | 7                                                                | 8                                                                | 9                                                                | 10                                                               | 11                                                               | 12                                                               |                                                                  |
| ---------------------------------------------------------------- | ---------------------------------------------------------------- | ---------------------------------------------------------------- | ---------------------------------------------------------------- | ---------------------------------------------------------------- | ---------------------------------------------------------------- | ---------------------------------------------------------------- | ---------------------------------------------------------------- | ---------------------------------------------------------------- | ---------------------------------------------------------------- | ---------------------------------------------------------------- | ---------------------------------------------------------------- | ---------------------------------------------------------------- | ---------------------------------------------------------------- |
| Nummer                                                           | 33                                                               | 22                                                               | 15                                                               | 12                                                               | 8                                                                | 6                                                                | 4                                                                | 4                                                                | 8                                                                | 13                                                               | 22                                                               | 34                                                               | uit                                                              |

### NPO Radio 2 Top 2000
| Nummer met noteringen in de NPO Radio 2 Top 2000 | '99 | '00 | '01 | '02 | '03  | '04  | '05  | '06  | '07  | '08  | '09  | '10 | '11  | '12 | '13 | '14 | '15 | '16 | '17 | '18 | '19 | '20 | '21 | '22 | '23  | '24  |
| ------------------------------------------------ | --- | --- | --- | --- | ---- | ---- | ---- | ---- | ---- | ---- | ---- | --- | ---- | --- | --- | --- | --- | --- | --- | --- | --- | --- | --- | --- | ---- | ---- |
| Boogie Wonderland                                | 601 | 879 | 692 | 678 | 1164 | 1048 | 1153 | 1036 | 1165 | 1055 | 1002 | 916 | 1084 | 620 | 584 | 569 | 650 | 595 | 543 | 683 | 947 | 838 | 800 | 971 | 1009 | 1351 |

1. ↑  Een vetgedrukt getal geeft de hoogste notering aan.